# Sam Taylor
Sam Taylor (Nova York, 13 d'agost de 1895 - Santa Monica, Califòrnia, 6 de març de 1958), fou un director, guionista i productor estatunidenc.

## Biografia
Guionista, escriptor i director novaiorquès. Es va graduar a la Universitat de Fordham. A partir de 1916 va començar a treballar a la companyia Kalem com a guionista de la sèrie de pel·lícules "Ham and Bud" (Lloyd Hamilton & Bud Duncan). Quan la Kalem va ser comprada per la Vitagraph, van contractar Taylor com a guionista de plantilla. Poc després de 1920, va ser contractat per la Hal Roach com a guionista, convertint-se amb el temps en part integral del staff de quionistes de Harold Lloyd. Va treballar en tandem amb Fred C. Newmeyer com a co-director d'algunes de les pel·lícules de Harold Lloyd com "Safety Last!" (1923) i "The Freshman" (1925). També va dirigir en solitari "For Heaven's Sake" (1926), protagonitzada també per Harold Lloyd, "Exit Smiling" (1926), "Tempest" (1928), amb John Barrymore o "Ambassador Bill" (1931). Taylor també va dirigir per a la MGM una de les darreres pel·lícules de Laurel i Hardy, "Nothing But Trouble" (1944).

## Filmografia

### Com a director
- The Mohican's Daughter (1922)
- Safety Last! (1923)
- Why Worry? (1923)
- Girl Shy (1924)
- Hot Water (1924)
- The Freshman (1925)
- Exit Smiling (1926)
- For Heaven's Sake (1926)
- My Best Girl (1927)
- Tempest (1928)
- The Woman Disputed (1928)
- Coquette (1929)
- Taming of the Shrew (1929)
- Du Barry, Woman of Passion (1930)
- Skyline (1931)
- Ambassador Bill (1931)
- Kiki (1931)
- Devil's Lottery (1932)
- Business and Pleasure (1932)
- Out All Night (1933)
- The Cat's-Paw (1934)
- Vagabond Lady (1935)
- Married Bachelor 1941)
- Nothing But Trouble (1945)

### Com a guionista
- The Gray Towers Mystery (1919)
- In Honor's Web (1919)
- Over the Garden Wall (1919)
- The Gamblers (1919)
- Human Collateral (1920)
- The Midnight Bride (1920)
- Princess Jones (1921)
- A Sailor-Made Man (1921)
- Doctor Jack (1922)
- Grandma's Boy (1922)
- Safety Last! (1923)
- Why Worry? (1923)
- Girl Shy (1924)
- Hot Water (1924)
- Exit Smiling (1926)
- Coquette (1929)
- Lady of the Pavements (1929)
- Taming of the Shrew (1929)
- Du Barry, Woman of Passion (1930)
- Kiki (1931)
- The Cat's-Paw (1934)